# Sitio de Maarat an-Numan
El sitio de Marrat an-Numan tuvo lugar en diciembre de 1098 durante la denominada Primera Cruzada y fue mantenido por un ejército cruzado en contra de esta ciudad siria, que por entonces se encontraba bajo la autoridad de la dinastía fatimí. Según las crónicas de la época, tras varias semanas de cerco, la guarnición formada por una milicia de la ciudad cedió a la entrada de los asaltantes quienes en represalia, emprendieron de manera sistemática durante varias semanas su pillaje y destrucción, así como la persecución y exterminio de sus habitantes, hasta su partida en enero de 1099. Otras fuentes y testigos cristianos como Alberto de Aquisgrán denunciaron prácticas de canibalismo por parte de los atacantes cruzados. 

## Eventos anteriores
Después de que los cruzados, dirigidos por Raimundo de Tolosa y Bohemundo de Tarento, lograran con éxito la captura de Antioquía, comenzaron a realizar diversos ataques por los alrededores durante los meses invernales, en una disputa interna por el control de Antioquía y de sus alrededores. 
Los cruzados no habían mantenido una buena línea de suministros, lo cual llevó al hambre generalizada y a una grave carencia del necesario equipamiento para los ejércitos cruzados. En junio de 1098, Raimundo Pilet, un caballero del ejército de Raimundo de Tolosa, dirigió una primera expedición contra Maarat, una importante ciudad en la carretera hacia damasco, pero sus tropas se encontraron con una importante guarnición musulmana que les derrotó con grandes bajas cruzadas. Durante el resto del verano los cruzados continuaron en su marcha hacia el sur y capturaron numerosas ciudades pequeñas, para volver a Maarat en noviembre.

## Asedio y conquista
Hacia finales de noviembre, miles de cruzados comenzaron el asedio de la ciudad. Los ciudadanos al principio no le dieron excesiva importancia, tras haber derrotado al primer contingente de cruzados, y en la confianza de que los cruzados no podrían mantener el asedio durante el invierno, y que no podrían asaltar la ciudad, protegida por un profundo foso y fuertes murallas. Los defensores de la ciudad, en su mayoría una milicia urbana y ciudadanos sin experiencia, lograron mantener los ataques durante dos semanas, en las que los cruzados aprovecharon para construir una torre de asedio, que les permitió asaltar las murallas mientras que un grupo de caballeros lograba, en la confusión, trepar por el lado contrario utilizando escaleras.
Los cruzados ocuparon las murallas el 11 de diciembre, y los musulmanes se retiraron hacia el interior de la ciudad. Ambos ejércitos se prepararon para descansar durante la noche, pero los más pobres de entre el grupo de cruzados aprovecharon ese momento para entrar en la ciudad y dedicarse al saqueo. En la mañana del 12 de diciembre la guarnición negoció con Bohemundo de Tarento la rendición a cambio de un salvoconducto. Los musulmanes se rindieron, pero los cruzados comenzaron inmediatamente la masacre de la población.
Al mismo tiempo, Bohemundo se hizo con el control de las murallas, mientras que Raimundo controló el interior de la ciudad, en una prolongación de su disputa sobre el control de los territorios conquistados.
Este y otros episodios denunciados de abusos en contra de las poblaciones locales o de prácticas extremas de guerra, fueron difundidos por la tradición oral y amplificados por la propaganda para crear una visión hostil de los invasores que contribuyó al aglutinamiento de la población local. La pervivencia de esta visión, elevada a la categoría de mito, es empleada por algunos sectores de la historiografía como argumento en apoyo de las tesis del supuesto enfrentamiento secular sostenido entre sociedades musulmanas y cristianas, o utilizada de manera recurrente por sectores que fomentan la xenofobia.